# Football Kenya Federation
Die Football Kenya Federation (FKF) ist der Dachverband des Fußballsports in Kenia. Er hat seinen Sitz in der Hauptstadt Nairobi.
Der Verband ging 2011 aus dem 2008 gegründeten Unternehmen Football Kenya Limited hervor, der wiederum Nachfolgeorganisation der 1960 gegründeten Kenya Football Federation (KFF) war.
Der FKF ist seit 2012 Mitglied der FIFA, des afrikanischen Fußballverbandes CAF und des Zusammenschlusses ost- und zentralafrikanischer Fußballverbände (CECAFA).

## FIFA Suspension 2022
Im Februar 2022 wurde der kenianische Verband von der FIFA suspendiert, nachdem die kenianische Regierung in Form der Sportministerin die Verbandsspitze um Präsident Mwendwa abgesetzt hatte. Die Führungsebene steht unter Verdacht, FIFA- und Regierungsgelder veruntreut zu haben. Im November 2022 hob die FIFA die Sperre gegen den kenianischen Fußballverband (FKF) auf, nachdem die neu gewählte Regierung beschlossen hatte, das Gremium wieder einzusetzen. Das Präsidium und das Management nahmen hiernach ihre Tätigkeiten wieder auf mit Ausnahme von FKF-Präsident Mwendwa, gegen den noch Verfahren laufen.

## Ligen und Wettbewerbe
- Kenyan Premier League

## Nationalmannschaften
- Kenianische Fußballnationalmannschaft der Männer
- Kenianische Fußballnationalmannschaft der Frauen